# Okręg wyborczy Torridge and West Devon
Okręg wyborczy Torridge and West Devon został utworzony w 1983 roku z części zniesionych okręgów West Devon i North Devon i wysyła do Izby Gmin jednego deputowanego. Obejmuje zachodnią część hrabstwa Devon. Okręg został zlikwidowany przed wyborami parlamentarnymi w 2024.

## Deputowani do brytyjskiej Izby Gmin z okręgu Torridge and West Devon
- 1983–1987: Peter Mills, Partia Konserwatywna
- 1987–1997: Emma Nicholson, do 1995 Partia Konserwatywna, następnie Liberalni Demokraci
- 1997–2005: John Burnett, Liberalni Demokraci
- 2005–2024: Geoffrey Cox, Partia Konserwatywna